# Rundturm von Timahoe

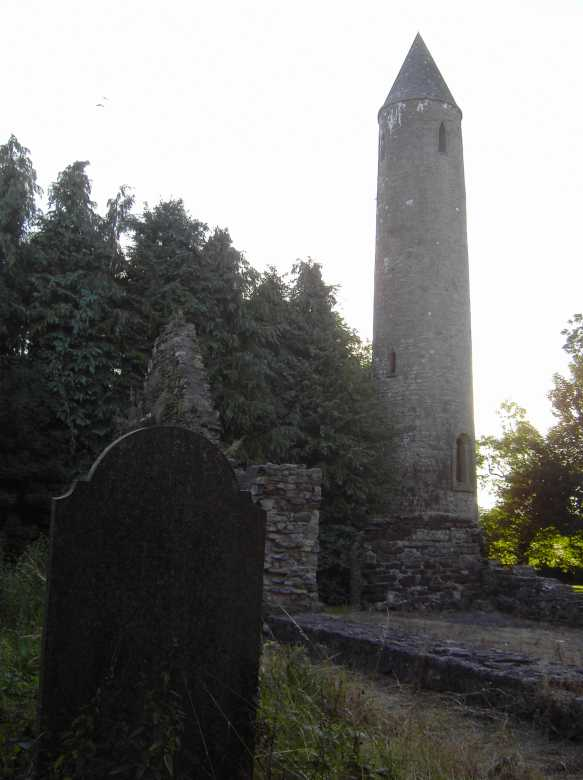
Rundturm von Timahoe

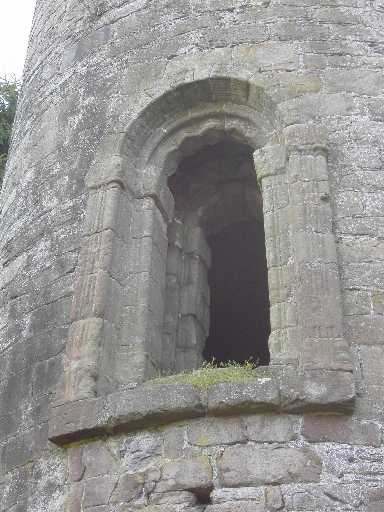
Säulen am Eingang des Rundturmes

Der Rundturm von Timahoe ist einer der am besten erhaltenen Rundtürme Irlands. Das auch heute noch in einem hervorragenden Zustand befindliche Bauwerk stammt aus der Mitte des 12. Jahrhunderts. Es steht in Timahoe (irisch Tigh Mochua, „Haus Mochuas“) im County Laois. Der Turm ist auf dem Gelände eines Klosters errichtet, das der Überlieferung nach im frühen 7. Jahrhundert von St. Mochua mac Lónáin gegründet wurde.
George Petrie (1790–1866) beschrieb ihn als Besten seiner Art in Irland. Vergleiche mit der nahegelegenen Kirche von Killeshin machen es wahrscheinlich, dass beide durch die gleiche Werkstatt gestaltet wurden.
Der Turm ist 29,3 m hoch. Es gibt drei Verdickungen an der Basis. Oberhalb dieses Versatzes beträgt der Umfang etwa 17,5 m, bei einem Durchmesser von etwas über 5,5 m. Die portalartig gestaltete Tür liegt 4,9 m über dem Boden. Bis knapp unter die Türöffnung ist der Turm aus Sandstein errichtet, darüber aus Kalkstein. Er hat eine Neigung nach Nordwesten. Dem Rundturm wurde im 19. Jahrhundert ein neues Dach aufgesetzt.
Das skulptierte irisch-romanische Portal ist in dieser Art einmalig. Nahezu einzigartig für Rundtürme sind die Steinmetzarbeiten, die sich in vier Reihen an die Säulen und den Bogen des Portals schmiegen. Die Kapitelle schmücken menschliche Gesichter. Die hoch über dem Boden liegenden Eingänge sind typisch für irische Rundtürme.
Oberhalb der Türöffnung befinden sich in den nachfolgenden Stockwerken drei Fenster, die sich um den Turm drehen. Das nächsthöhere hat im Inneren ebenfalls Verzierungen und ist nach außen rechteckig mit einem spitzen Abschluss. Danach kommen ein rein rechteckiges und danach ein kleineres quadratisches Fenster.
Die bei Rundtürmen fast immer üblichen vier Fenster unterhalb des konischen Daches sind wiederum rechteckig  mit einem spitzwinkligen Abschluss.